# Hold on Tight
Singles de Electric Light Orchestra
Don't Walk Away
(1980) Twilight
(1981)
Hold on Tight est une chanson du groupe Electric Light Orchestra, parue en 1981 sur l'album Time.
C'est la douzième chanson de l'album et la première sortie en single, leur dernier à entrer dans le Top 10 au Royaume-Uni (3e). Il se classe également premier en Suisse, deuxième en Allemagne, dixième aux États-Unis pour la musique pop ou deuxième pour la musique rock. Elle est connue pour avoir un refrain en français (reprenant le refrain d'origine).

## Clip vidéo
L'année précédente, le clip de la chanson Ashes to Ashes de David Bowie était considéré comme le plus innovant à l'époque, mais Electric Light Orchestra l'avait « surpassé » avec le clip de Hold on Tight. Au moment de sa sortie, c'était le clip le plus cher jamais tourné, ayant coûté environ 40 000 livres.

## Culture populaire
Dans les années 1980, la chanson a été utilisée dans les publicités de The Coffee Achivers, qui gratifiaient les bénéfices du café. Cette campagne pour la « National Coffee Association » fut jouée aux États-Unis pour mettre en vedette David Bowie et le groupe Heart.
En 2005, la chanson fut utilisée pour une publicité de Ameriquest.
Elle fut également utilisée pour le dernier épisode de la saison 1 de la série Earl.
En 2007 et 2008, Hold on Tight a été utilisée pour les publicités de Honda.